# Trest smrti na Islandu
Trest smrti na Islandu byl používán do roku 1830. I po roce 1830 bylo mnoho lidí odsouzeno k trestu smrti, tyto rozsudky však nebyly vykonány a byly odsouzencům zmírněny. Oficiálně byl trest smrti na Islandu zrušen v roce 1928. Středověké Islandské společenství (930–1262), jež nemělo žádné centrální výkonné pravomoci, trest smrti neuplatňovalo. Althing však mohlo osobu prohlásit za réttdræpur (tento termín lze volně přeložit jako legálně zabitelný). Tím bylo zabití dané osoby legální, i když výkonná moc tak byla vložena do rukou vykonavatele vraždy, nebyla tak povinností státního úředníka.

## Historie
Trest smrti byl na Islandu přijat až v 16. století poté, co dánský král Kristián III. zavedl na Islandu v roce 1551 luteránství. Ovšem až do roku 1582 zde nebyla provedena žádná poprava podle oficiálních zákonů. Islanďané byli přinuceni přijmout dánský zákoník, který udílel trest smrti za zločiny jako byla vražda a zabití novorozenců, ale také krádež, čarodějnictví a zplození dítěte mimo manželství. Od roku 1551 do roku 1830 bylo na Islandu popraveno přibližně 240 lidí. Mezi metody popravy patřilo stětí, oběšení, upálení na hranici a utopení. Muži bývali většinou sťati nebo oběšeni, zatímco ženy bývaly spouštěny do řeky v místě zvaném Lögberg, kde se buď utopily nebo umrzly.
Podle archeoložky Steinunn Kristjánsdóttir, byly ženy odsouzeny k utopení za zabití novorozence, za incest bývaly páry sťaty, zloději bývali oběšeni a jedinci odsouzení za čarodějnictví bývali upáleni na hranici. Popravení lidé nemohli být pohřbeni na církevní půdě. Většina z popravených byli tuláci, chudí farmáři a ženy, které se měly dopustit porušení morálního kodexu.
Četnost trestu smrti se v zemi zvýšila během 17. století. Do poloviny 19. století postupně vymizel.

### Poslední poprava a rozsudek smrti
Poslední poprava na Islandu byla vykonána dne 12. ledna 1830. Tehdy byli sťati pomocníci na farmě Agnes Magnúsdóttir a Friðrik Sigurdsson ve Vatnsdalshólaru v Húnavatnssýsle. Byli obviněni z vraždy farmáře Natana Ketilssona a Pétura Jónssona dne 14. března 1828. Po dlouhém procesu byli Nejvyšším soudem v Kodani oba odsouzeni k trestu smrti.
Tímto příběhem je inspirován islandský film Agnes od Egilla Eðvarðssona z roku 1995 a román Burial Rites od australské spisovatelky Hannah Kent, který vyšel v roce 2013.
Poslední trest smrti byl vynesen v roce 1913, ale byl zmírněn na trest odnětí svobody.

## Zrušení
Po roce 1830 byly desítky Islanďanů shledány vinnými z hrdelních zločinů, které se trestaly smrtí. Ve většině případů šlo o infanticidu, kdy ženy, které nebyly schopné postarat se o své čerstvě narozené nemanželské děti, je zabily. Všem jim však dánský král udělil milost. V roce 1869 vstoupil na Islandu v platnost nový zákon, který harmonizoval islandské a dánské právo. Tento zákon zrušil trest smrti za méně závažné delikty. V roce 1928 byl trest smrti zcela zrušen. Od úpravy islandské ústavy v roce 1995 je znovuzavedení trestu smrti protiústavní.